# Lanatonectria raripila
Lanatonectria raripila är en svampart som först beskrevs av Penz. & Sacc., och fick sitt nu gällande namn av Samuels & Rossman 1999. Lanatonectria raripila ingår i släktet Lanatonectria och familjen Nectriaceae.   Inga underarter finns listade i Catalogue of Life.